# Derby County Football Club 1973-1974
Nella stagione 1973-1974, il Derby County partecipò alla massima divisione calcistica inglese, la First Division. La formazione delle East Midlands, guidata per la prima stagione dallo scozzese Dave Mackay già calciatore del County, terminò la stagione con un ottimo terzo posto.
In  Fa Cup, il club uscì al quarto turno e in League Cup al secondo. 

## Completi
Nessun cambiamento di rilievo rispetto alla stagione precedente.
| Manica sinistra · Maglietta · Manica destra · Pantaloncini · Calzettoni |
| Casa                                                                    |

| Manica sinistra · Maglietta · Manica destra · Pantaloncini · Calzettoni |
| Trasferta                                                               |

## Rosa
| N. |                        | Ruolo | Calciatore      |
| -- | ---------------------- | ----- | --------------- |
|    | Inghilterra (bandiera) | G     | Colin Boulton   |
|    | Inghilterra (bandiera) | G     | Graham Mosley   |
|    | Inghilterra (bandiera) | D     | Peter Daniel    |
|    | Inghilterra (bandiera) | D     | Alan Lewis      |
|    | Inghilterra (bandiera) | D     | David Nish      |
|    | Inghilterra (bandiera) | D     | Colin Todd      |
|    | Inghilterra (bandiera) | D     | Antony Parry    |
|    | Galles (bandiera)      | D     | Terry Hennessey |
|    | Inghilterra (bandiera) | C     | Jim Walker      |
|    | Galles (bandiera)      | C     | Alan Durban     |

| N. |                        | Ruolo | Calciatore     |
| -- | ---------------------- | ----- | -------------- |
|    | Inghilterra (bandiera) | C     | Alan Hinton    |
|    | Inghilterra (bandiera) | C     | Steve Powell   |
|    | Scozia (bandiera)      | C     | Archie Gemmill |
|    | Scozia (bandiera)      | C     | John McGovern  |
|    | Scozia (bandiera)      | C     | Jeff Bourne    |
|    | Inghilterra (bandiera) | A     | Roger Davies   |
|    | Inghilterra (bandiera) | A     | Kevin Hector   |
|    | Scozia (bandiera)      | A     | John O'Hare    |
|    | Inghilterra (bandiera) | A     | John Sims      |